# ميدواي (ماساتشوستس)
ميدواي (بالإنجليزية: Medway, Massachusetts)‏ هي بلدة أمريكية تقع في الولايات المتحدة في مقاطعة نورفولك، ماساتشوستس. يقدر عدد سكانها بـ 12,752 نسمة ومساحتها 29.9 كم2 و وترتفع عن سطح البحر 61 متر.

## أعلام
- كايل كيسي
- ويليام تايلور آدامز
- هاري آدامز
- ميلتون إتش سانفورد
- دنيس كرولي